# Крейцер (денежная единица)
Кре́йцер (нем. Kreuzer, [кро́йцэр]; венг. krajcár, в стар. орф. krajczár, [кро́йцар]) — название медных и серебряных монет ряда стран центральной Европы и Италии XIII—XIX столетий. Первые крейцеры представляли собой серебряные гроссо герцога Каринтии и Крайны, графа Тироля Мейнхарда II. Впервые отчеканены в 1271 году. На аверсе расположен двойной крест (наложение обычного и андреевского крестов), из-за которого монета впоследствии и получила своё название. Благодаря хорошему качеству, отсутствию порчи монета вскоре получила широкое распространение в южнонемецких землях.
В 1458 году эрцгерцог Австрийский Фридрих V провёл в своих владениях реформу денежного обращения. Было установлено соотношение 1 гульден = 60 крейцеров. Принятый в 1551 году Аугсбургский монетный устав возвёл данную денежную единицу в ранг имперских монет Священной Римской империи.
В Германии крейцеры выпускали вплоть до 1873 года, когда ранее циркулировавшие на её территории гульдены и талеры заменили золотыми марками. Последние австрийские крейцеры датированы 1891 годом. Окончание их выпуска было обусловлено заменой австрийского гульдена кроной, разменной единицей которой стал геллер.

## Появление
Первые крейцеры представляли собой серебряные гроссо герцога Каринтии и Крайны, графа Тироля Мейнхарда II. Впервые отчеканены в 1271 году. На аверсе расположен двойной крест (наложение обычного и андреевского крестов), надпись «MEINARDVS», на реверсе — геральдический орёл и надпись «COMES TIROL». Характерный вид этих монет был обусловлен необходимостью сделать их отличимыми от одновременно чеканившихся в Тироле адлергрошенов, на которых также изображался крест.
Данные монеты продолжали чеканить без изменений до 1363 года. Название «крейцер» за ними закрепилось не сразу. Так как они соответствовали 20 веронским денариям, то их вначале стали называть «цвайнцигерами», от «zweinzig», что на немецком языке того времени означало «20». В источниках на латыни встречаются «vigintiarius» и «vigintinus». В итальянских землях монета стала известна как «тиролино» или «тирольский гроссо». Благодаря хорошему качеству, отсутствию порчи монета вскоре получила широкое распространение в южнонемецких землях. Именно в немецких источниках впервые встречаются обозначения «crucer» (документ из монастыря бенедиктинцев в Баварии 1290-х годов) и «chreutzaer pfening» (документ области северного Тироля начала XIV столетия). По немецкому названию протекающей через Тироль реки Адидже (нем. Etsch) монеты также называли «э(т)чкрейцерами».
Впоследствии подражания этим монетам получили широкое распространение в землях Священной Римской империи и Швейцарии. В немецкоязычных государствах они получили название крейцеров, в государствах северной Италии — «цвайнцигеров». Крейцеры просуществовали до конца XIX, а итальянские цвайнцигеры — до XVI века.

## Австрия и Венгрия
Эрцгерцог Австрийский Фридрих V в 1458 году провёл в своих владениях реформу денежного обращения. Было установлено соотношение 1 гульден = 60 крейцеров = 240 пфеннигов. Из одной триентской марки (254,7 г) металла с содержанием 14 лотов и 2 грана серебра (~ 880-я метрическая проба) надлежало чеканить 156 крейцеров. Таким образом первые австрийские крейцеры весили 1,66 г при содержании 1,44 г серебра. Вследствие порчи (неофициального, необъявленного уменьшения государственной властью веса или содержания благородных металлов при сохранении нарицательной стоимости монет) к 1473 году монетная стопа снизилась до 240 крейцеров из 8-лотовой марки (500-я метрическая проба). Каждая монета содержала 0,53 г серебра при весе в 1,06 г.
Эта монетная стопа просуществовала с небольшими отклонениями до начала XVI века. В 1482 году на монетном дворе тирольского Галля (современное название Халль-ин-Тироль) отчеканили кратные монеты в 6 и 12 крейцеров. В Австрии монеты с обозначением номинала в крейцерах продолжали выпускать вплоть до XIX века.
В 1753 году была подписана австрийско-баварская монетная конвенция с целью унификации денежных систем соседних государств. 1 талер приравнивался к 2 гульденам. 
24 января 1857 года Австрия подписала с германскими государствами монетную конвенцию (известную как Венская монетная конвенция), на основании которой были унифицированы их валюты. Гульден, чеканившийся ранее по конвенционной стопе 1753 года, стал равняться 1 гульдену 5 крейцерам новой валюты. В основу чеканки монет был положен «таможенный фунт» (нем. Zollphund) серебра, равный 500 г, из которого в Австрии чеканилось 45 гульденов, в северогерманских государствах — 30 талеров. Гульден, который делился ранее на 60 крейцеров, стал делиться на 100 новых крейцеров (нем. Neukreuzer). Новая монетная система была названа «австрийской валютой» (нем. Österreichische Währung) и с 1 сентября 1858 года признавалась единственной законной во всей империи.
В XVI—XVII столетиях Венгрия была разделена на несколько частей. За контроль над её землями велись многочисленные войны. В 1697 году Венгрия по Карловицкому миру стала частью владений Габсбургов. На австрийских землях существовало несколько центров денежной эмиссии. Хоть в этих землях в обороте и находились общие для империи монеты, вид их разнился. На территории Венгрии крейцеры выпускали с XVII (возможно и раньше) по XIX век. Монеты выпускались номиналом в 1, 3, 6, 10 и 20 крейцеров во время восстания 1848—1849 годов. Во время революционных событий финансовые учреждения ряда городов наладили печать бумажных денег с обозначением номинала в крейцерах. В небольшом количестве банкноты в крейцерах выпускали и в Австрии. С 1867 года Австро-Венгрия стала официально представлять собой двуединую монархию. При наличии единой валюты монетные типы крейцеров для земель австрийской и венгерской корон различались. Они выпускались на монетных дворах Вены, Кремницы, Алба-Юлии, Милана и Венеции. О происхождении той или иной монеты свидетельствует знак монетного двора — небольшая буква. Для монетного двора Вены это A, Кремницы — B или KB, Алба-Юлии — Е или GYF, Милана — M, Венеции — V.
| Аверс                                  | Реверс | Номинал      | Диаметр, мм | Вес, г   | Толщина, мм | Гурт     | Металл              | Годы чеканки                                      | Тираж                          |
| -------------------------------------- | ------ | ------------ | ----------- | -------- | ----------- | -------- | ------------------- | ------------------------------------------------- | ------------------------------ |
| Крейцеры для земель австрийской короны |        |              |             |          |             |          |                     |                                                   |                                |
|                                        |        | ½ крейцера   | 17          | 1,67     | н/д         | гладкий  | Медь                | 1858—1861, 1863—1866, 1877, 1881, 1885, 1891      | Суммарно — не менее 50 млн     |
|                                        |        | 1 крейцер    | 19          | 3,15—3,6 | 1,25—1,5    | гладкий  | Медь                | 1858—1863, 1873, 1878, 1879, 1881, 1885, 1891     | Суммарно — не менее 361 млн    |
|                                        |        | 4 крейцера   | 27          | 13,2     | 2,9         | гладкий  | Медь                | 1860—1862, 1864                                   | Суммарно — 47 050 527          |
|                                        |        | 5 крейцеров  | 16          | 1,3333   | н/д         | рубчатый | серебро 375-й пробы | 1858—1860, 1863, 1864                             | Суммарно — не менее 8 223 939  |
|                                        |        | 5 крейцеров  | 16          | 1,3333   | н/д         | рубчатый | серебро 375-й пробы | 1865А                                             | 69 375                         |
|                                        |        | 10 крейцеров | 18          | 2        | н/д         | рубчатый | серебро 500-й пробы | 1858—1865                                         | Суммарно — не менее 11 636 194 |
|                                        |        | 10 крейцеров | 18          | 2        | н/д         | рубчатый | серебро 500-й пробы | 1867 A                                            | 58 500                         |
|                                        |        | 10 крейцеров | 18          | 1,6667   | 0,86        | гладкий  | серебро 400-й пробы | 1868—1872                                         | Суммарно — 143 441 836         |
|                                        |        | 20 крейцеров | 21          | 2,7      | 1           | гладкий  | серебро 500-й пробы | 1868—1870, 1872                                   | Суммарно — 91 060 620          |
| Крейцеры для земель венгерской короны  |        |              |             |          |             |          |                     |                                                   |                                |
|                                        |        | ½ крейцера   | 17          | 1,67     | н/д         | гладкий  | Медь                | 1882 KB                                           | 2 400 000                      |
|                                        |        | 1 крейцер    | 19          | 3,33     | 1,5         | гладкий  | Медь                | 1868, 1869, 1872, 1873                            | Суммарно — не менее 21 млн     |
|                                        |        | 1 крейцер    | 19          | 3,33     | 1,5         | гладкий  | Медь                | 1878, 1879, 1881—1883, 1885—1888 (все выпуски KB) | Суммарно — более 121 млн       |
|                                        |        | 1 крейцер    | 19          | 3,33     | 1,5         | гладкий  | Медь                | 1891, 1892                                        | Суммарно — 22 142 183          |
|                                        |        | 4 крейцера   | 27          | 13,3     | 2,8         | гладкий  | Медь                | 1868                                              | 3 099 298                      |
|                                        |        | 10 крейцеров | 18          | 1,66     | 0,8         | гладкий  | серебро 400-й пробы | 1867, 1868                                        | Суммарно — до 4 262 483        |
|                                        |        | 10 крейцеров | 18          | 1,66     | 0,8         | гладкий  | серебро 400-й пробы | 1868, 1869                                        | Суммарно — более 15 494 039    |
|                                        |        | 10 крейцеров | 18          | 1,66     | 0,8         | гладкий  | серебро 400-й пробы | 1870—1877, 1887—1889                              | Суммарно — более 34 млн        |
|                                        |        | 20 крейцеров | 21          | 2,66     | н/д         | гладкий  | серебро 500-й пробы | 1868                                              | н/д                            |
|                                        |        | 20 крейцеров | 21          | 2,66     | н/д         | гладкий  | серебро 500-й пробы | 1868, 1869                                        | н/д                            |
|                                        |        | 20 крейцеров | 21          | 2,66     | н/д         | гладкий  | серебро 500-й пробы | 1870—1872                                         | н/д                            |

## Швейцария
Особенность денежного обращения Швейцарии состояла в наличии нескольких центров эмиссии денег. Каждый из кантонов мог чеканить собственную монету. Единообразие отсутствовало не только во внешнем виде, но и в типах денежных единиц. Одни кантоны чеканили франки, другие — дукаты, третьи — талеры и т. д., при этом между денежными единицами отсутствовали фиксированные соотношения.
Крейцеры и их кратные номиналы чеканили в кантонах Базель, Берн, Гларус, Золотурн, Кур, Невшатель, Фрибур, Шаффхаузене, Цуг, Санкт-Галлене. Последние швейцарские крейцеры в 1813 году выпустили в Аппенцеле. 4 крейцера составляли 1 батцен. Батценом в XIX столетии в обиходе продолжали называть 4 крейцера или 10 раппенов.

## Немецкие государства
В 1551 году была предпринята очередная попытка унифицировать денежное обращение Священной Римской империи. Принятый в 1551 году Аугсбургский монетный устав возводил в ранг имперских монет не только золотой и серебряный гульдены, но и крейцеры. Серебряный имперский гульден должен был содержать 27,5 грамма чистого серебра, а золотой — 2,53 грамма чистого золота, и оба должны были равняться 72 крейцерам (0,373 грамма чистого серебра). В действительности устав был реализован только в Австрии и южной Германии (южнее реки Майн), поскольку северные земли традиционно придерживалась других стандартов чеканки.
Фактическая неработоспособность устава 1551 года привела к тому, что уже через восемь лет, 19 августа 1559 года, в Аугсбурге был принят новый имперский монетный устав. В соответствии с ним список имперских монет расширялся за счёт второго типа золотых монет — получивших широкое распространение рейнских дукатов, которые в отличие от рейнских гульденов, чей вес и проба неуклонно снижались, сохранили исходный стандарт (общий вес — 3,5 грамма 986-й пробы) и соответствовали основным золотым монетам других стран. При этом золотой и серебряный гульдены, которые ранее рассматривались в качестве эквивалента одной стоимости, выраженной в разных металлах, теперь получили самостоятельные названия — соответственно гольдгульден и гульдинер — и в качестве реальных монет были приравнены к разному количеству крейцеров: гольдгульдены к 75, а гульдинеры к 60 крейцерам. Поскольку впоследствии при сохранении содержания серебра в гульдинерах оно снижалось в крейцерах, фактически реальный гульдинер становился эквивалентом всё большего числа крейцеров, и сумма в 60 крейцеров стала уже исключительно счётной денежной единицей — эквивалентом счётного гульдена.
Уже с принятием второго Аугсбургского имперского монетного устава помимо гульдена и крейцера в ранг имперских монет были возведены грошены (гроши), шиллинги и их производные, распространённые в северных германских государствах. Однако ключевой денежной единицей на севере Германии был талер. В качестве имперской монеты он был узаконен только указом аугсбургского рейхстага 1566 года, получил название «рейхсталер» и оставался ключевой денежной единицей Германии до середины XVIII века, когда был заменён лёгким прусским талером на севере и конвенционным талером на юге Германии. Первоначально, в 1566 году, рейхсталер равнялся 68 крейцерам, а к 1580 году — 90 крейцерам, что было вызвано быстрым уменьшением содержания серебра в последних. Соотношение с грошеном (1 рейхсталер = 24 грошена) в этот период оставалось стабильным.
Снижение пробы серебра в мелких монетах и рост их количества привели к резкому падению их стоимости. В 1619 году скорость девальвации увеличилась (стоимость талера в октябре — 108 крейцеров, в декабре — 124), достигнув пика в 1621 году (январь — 140, июнь — 186, сентябрь — 270, ноябрь — 330). Весной 1622 года один рейхсталер в Вене стоил уже около 600 крейцеров. В этот период содержание серебра в монетах упало настолько сильно, что даже многие монеты с высоким номиналом состояли практически исключительно из меди.
К концу 1622 года, когда за рейхсталер давали уже свыше 1000 крейцеров, проблема низкопробных денег затронула и князей. Собираемые ими налоги выплачивались практически исключительно такими монетами, что сокращало возможности князей по выплате жалования наёмникам в армии и чиновникам. Кроме того, как минимум в Верхней Саксонии многие монетные дворы прекратили работы, поскольку не могли больше найти рынков сбыта для своей продукции. В результате уже к 1623 году было решено вернуться к аугсбургскому монетному уложению 1559 года. Большинство низкопробных монет было запрещено, нелегальные монетные дворы закрыты, а договоры аренды на легальные — расторгнуты. Установленный курс рейхсталера в 1 гульден и 30 крейцеров (90 крейцеров) продержался вплоть до 1669 года.
Подписанная в 1753 году австрийско-баварская монетная конвенция установила новые соотношения между талером и крейцером. Согласно договору один конвенционный талер приравнивался к 2 гульденам. При неизменном соотношении 1 гульден — 60 крейцеров конвенционный талер стал соответствовать 120 крейцерам. В 1837 году Бавария и ряд южно- и центральногерманских государств подписали Мюнхенский монетный договор, который ознаменовал создание Южногерманского монетного союза. Согласно ему основной денежной единицей для стран-участниц союза становился гульден. 1 конвенционный талер подлежал обмену на 2 гульдена 24 крейцера согласно содержанию в них серебра.
Государства северной Германии в свою очередь подписали в 1838 году Дрезденскую монетную конвенцию. Основной денежной единицей стран-участниц становился двойной талер, равный 60 грошам, каждый из которых подразделялся на 10 или 12 пфеннигов. Между северонемецкими талерами и южногерманскими гульденами установился чёткий обменный курс. 2 талера приравнивались к 3,5 гульденам. Соответственно, 1 талер обменивался на 1 гульден 45 крейцеров или 105 крейцеров.
С подписанием Венской монетной конвенции устанавливались чёткие взаимоотношения между денежными единицами государств северной и южной Германии и Австрийской империи. За основу чеканки был принят таможенный фунт нем. Zollpfund равный 500 г. Из таможенного фунта чистого серебра чеканили 30 талеров, 45 австрийских и 52,5 южнонемецких гульденов. При этом гульден в Баварии, Вюртемберге и других южнонемецких государствах продолжал соответствовать 60 крейцерам, в то время как австрийский подвёргся децимализации и стал равным 100 крейцерам. Соответственно 1 талер остался равным 105 южнонемецких крейцеров и приравнен к 150 австрийским.
После создания Германской империи в 1871 году введена единая валюта получившая впоследствии название «золотой марки». Согласно закону 1873 года один южнонемецкий гульден подлежал обмену на 1 5⁄7 марки. Соответственно крейцер как 1⁄60 гульдена соответствовал 2,85 пфеннигов.

### Памятные баденские крейцеры
В отличие от других немецких государств, которые чеканили памятные монеты больших номиналов, в великом герцогстве Баден была выпущена целая серия памятных крейцеров. Они были посвящены знаковым событиям и по своим весовым характеристикам полностью повторяли циркулирующие монеты. Некоторые из них представляли собой монетовидные жетоны, не имеющие никакой покупательной способности. Часть памятных крейцеров была выпущена через многие годы после введения единой для всей Германской империи валюты золотой марки и демонетизации всех ранее циркулировавших денежных единиц (гульденов, талеров, дукатов, крон и др.).
Первый памятный баденский крейцер отчеканен в 1832 году в честь выздоровления великой герцогини Софии после родов сына Карла (изображения 1 и 2). Следующий памятный крейцер тиражом в 54 460 экземпляров появился в 1844 году в честь возведения памятника Карлу Фридриху на площади перед дворцом в Карлсруэ (изображения 3 и 4). В 1857 году по случаю рождения наследного принца, будущего великого герцога Фридриха II был выпущен монетовидный жетон, по форме полностью идентичный крейцерам, но не содержащий указаний на номинал монеты (изображения 5 и 6). Отнесение данного экземпляра к жетонам основано на отсутствии его описаний в каталогах монет. Впоследствии подобные памятные знаки чеканили в 1861 году в честь открытия памятника великому герцогу Леопольду в Ахерне (изображения 7 и 8) и в 1869 году по поводу открытия протестантской церкви в Зеккенхайме. В 1868 году был выпущен крейцер в честь 50-летия конституции (изображения 9 и 10). Отличием этой монеты от предыдущей явилось указание номинала «1 KREUZER» на реверсе, что делало её полноценным платёжным средством на территории государства.
Особняком стоят памятные крейцеры в честь подписания Франкфуртского мирного договора. Событие привело к завершению франко-прусской войны 1870—1871 годов и созданию Германской империи. Эти монеты получили название фриденскрейцеров (нем. Friedenskreuzer), что в переводе на русский обозначает «мирный крейцер». Выделяют 2 официальных типа фриденскрейцера (изображения 11, 12 и 13). На аверсе одного из них внизу под гербом размещена надпись «SCHEIDE-MÜNZE» (рус. Разменная монета), другого — «1 KREUZER». Кроме официально выпущенных на государственном монетном дворе монет, к фриденскрейцерам относят монетовидные жетоны городов Карлсруэ (изображения 14 и 15), Оффенбург и Бюль. Они, хоть и не являлись законным платёжным средством, полностью повторяли по своей форме фриденскрейцеры и указывали на большое празднование события в городе.
Хотя согласно монетному закону Германской империи 1873 года крейцеры подлежали демонетизации, выпуск памятных крейцеров не прекратился. В 1879 году сразу три события (открытие протестантских церквей в Эппингене и Ладенбурге, а также католической школы в Карлсдорфе) были отображены на монетовидных жетонах по типу вышедшего из обращения крейцера. В 1889 году памятный крейцер появился в честь открытия церкви в Фойденхайме. Последняя монета данного типа датирована 1924 годом и посвящена 5-летию баденского нумизматического общества.
- Изображение 1
- Изображение 2
- Изображение 3
- Изображение 4
- Изображение 5
- Изображение 6
- Изображение 7
- Изображение 8
- Изображение 9
- Изображение 10
- Изображение 11
- Изображение 12
- Изображение 13
- Изображение 14
- Изображение 15

## Комментарии
Комментарии
1. ↑  Выделяют 3 типа монет номиналом ½ крейцера, которые имеют небольшие различия
2. ↑  Выделяют 2 типа монет номиналом в 1 крейцер, которые имеют небольшие различия
3. ↑  до 1881 года
4. ↑  после 1885 года
5. ↑  до 1881 года
6. ↑  после 1885 года
7. ↑  от предыдущего типа монету отличает портрет императора Франца-Иосифа (с бакенбардами)
8. ↑  от предыдущего типа монету отличает портрет императора Франца-Иосифа (с бакенбардами)

Тиражи монет по годам
1. ↑  Тираж ½ крейцера по годам: 1858 B — 11 058 000, 1858 А, 1858 E, 1858 M и 1858 V — н/д; 1859 B — 13 397 000, 1859 A, 1859 E, 1859 M и 1859 V — н/д; 1860 A, 1860 E и 1860 V — н/д; 1861 A — н/д, 1861 B — 3 474 000; 1863 B — н/д; 1864 А и 1864 V — н/д, 1864 В — 7 598 000; 1865 A — н/д, 1865 В — 7 182 000; 1866 А — н/д; 1877 — н/д; 1881 — 4 200 000, 1885 — 2 000 000; 1891 — 2 000 000.
2. ↑  Тираж 1 крейцера по годам: 1858 B — 23 497 000, 1858 А, 1858 E, 1858 M и 1858 V — н/д; 1859 B — 93 406 000, 1859 A, 1859 E, 1859 M и 1859 V — н/д; 1860 B — 87 955 000, 1860 A, 1860 E и 1860 V — н/д; 1861 B — 54 201 000, 1861 A и 1861 Е — н/д; 1862 B — 11 599 000, 1862 Е — н/д; 1863 Е — н/д; 1873 А — н/д; 1878 — н/д; 1879 — н/д, 1881 — 37 900 000; 1885 — 29 000 000, 1891 — 23 800 000.
3. ↑  Тираж 4 крейцеров по годам и монетным дворам: 1860 A, 1860 B и 1860 Е — 1 558 875; 1861 А — 17 548 750, 1861 В — 18 852 734, 1861 Е — 1 817 118; 1862 В — 383 000; 1864 В — 6 890 050.
4. ↑  Тираж 5 крейцеров по годам и монетным дворам: 1858 А и 1859 А — 2 405 583, 1858 В — 851. 1858 V — н/д; 1859 М — 1 319 754, 1859 V — 1 335 900; 1860 A — н/д, 1860 B — 851. 1860 V — 226 000; 1863 A — 1 012 500; 1864 A — 1 922 500.
5. ↑  Тираж 10 крейцеров по годам и монетным дворам: 1858 А — 85 500, 1858 V — 1354; 1859 А — н/д, 1859 M — 933 450, 1859 V — 3 624 860; 1860 V — 2 712 320; 1861 V — 962 310; 1862 V — 400 590; 1863 A — 6 312 500; 1864 A — 1 050 000, 1864 V — 362 800; 1865 V — 1 198 280.
6. ↑  Тираж 10 крейцеров по годам и монетным дворам: 1868 — 11 681 600, 1869 — 29 628 270; 1870 — 34 878 309, 1871 — 1 700 080; 1872 — 65 553 577.
7. ↑  Тираж 20 крейцеров по годам: 1868 — 29 621 005, 1869 — 31 042 105; 1870 — 29 821 875, 1872 — 575 635.
8. ↑  Тираж 1 крейцера по годам: 1868 — 12 531 070, 1869 — 5 072 736, 1872 — н/д, 1873 — 3 703 000.
9. ↑  Тираж 1 крейцера по годам: 1878 — 4 478 154, 1879 — 10 100 984, 1881 — 12 232 831, 1882 — 19 799 904, 1883 — 8 535 127, 1885 — 26 605 955, 1886 — 17 670 993, 1887 — 11 988 907, 1888 — 10 334 145.
10. ↑  Тираж 1 крейцера по годам: 1891 — 16 271 659, 1892 — 5 870 524.
11. ↑  Тираж 10 крейцеров по годам и монетным дворам: 1867 B — 1000, 1868 GYF — 1 011 508 (вместе с монетами следующего типа), 1868 KB — 3 249 975 (вместе с монетами следующего типа).
12. ↑  Тираж 10 крейцеров по годам и монетным дворам: 1869 KB — 12 746 767, 1869 GYF — 2 747 272.
13. ↑  Тираж 10 крейцеров по годам и монетным дворам: 1870 GYF — 3 031 602, 1870 KB — 21 933 353; 1871 GYF — 3 382 790; 1872 KB — 1 153 922; 1873 KB — 1 066 053; 1874 KB — 1 323 713; 1875 KB — 425 044; 1876 KB — 518 486; 1877 KB — 460 077; 1887 KB — 25 369; 1888 KB — 357 628; 1889 KB — выпуск монет этого года ставится под сомнение из-за отсутствия сохранившихся экземпляров.